# Panceltisme
 (mai 2025).
Si vous disposez d'ouvrages ou d'articles de référence ou si vous connaissez des sites web de qualité traitant du thème abordé ici, merci de compléter l'article en donnant les références utiles à sa vérifiabilité et en les liant à la section « Notes et références ».
Le panceltisme (parfois abrégé en celtisme et évoluant vers l'interceltisme) est un ensemble d'idées qui postulent des intérêts communs entre les populations qui parlent des langues celtiques ou partagent des éléments de culture pouvant être caractérisés comme relevant de coutumes ou de récits mythologiques celtiques (Grande Celtie). 
Les références aux anciennes civilisations celtiques ont parfois été appliquées à des territoires où ne subsiste pas de langue celtique, comme l'ancienne Gaule (hors la Bretagne) — qui incluait la France actuelle, la Belgique, une part de la Suisse et la partie nord de l'Italie — ou l'Espagne. 
Contrairement aux autres tentatives d'additions de territoires partageant un héritage linguistique, comme le pangermanisme, le panslavisme, le panhellénisme ou le pantouranisme, le panceltisme n'a généralement pas eu pour but de réunir politiquement les territoires ayant des langues celtiques vivantes, probablement du fait que ceux-ci sont morcelés dans des îles, des presqu'îles et des péninsules à l'extrémité nord-ouest de l'Europe et qu'ils sont ou ont été rattachés à des ensembles politiques puissants (France et Royaume-Uni). Les visées politiques se sont limitées à des espoirs d'obtenir des autonomies politiques locales de la part des États respectifs et surtout à des fraternisations et des échanges culturels.
Un héros légendaire, Arthur, présent dans les récits folkloriques des langues anglaise, française et brittoniques, mais absent des cultures gaéliques, apparaît comme le héros symbolique et immortel d'une conception franco-britannique du panceltisme, puisqu'une légende, attestée au Moyen Âge, dit qu'il n'est qu'endormi dans l'île d'Avalon et qu'il reprendra la tête des Bretons insulaires pour abattre la domination anglo-saxonne.

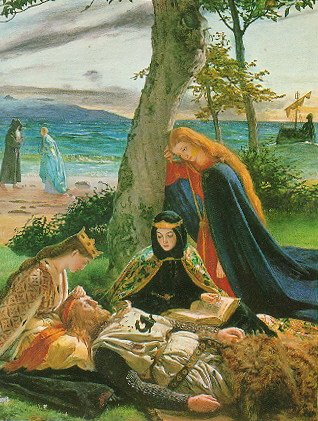
La Mort du Roi Arthur, par James Archer (1842-1901).

## Géographie

### Diaspora des peuples celtes
Les populations celtes se déplacent dans le monde pour plusieurs raisons. En Irlande, la grande famine, pousse plus de 2 millions de personnes à partir pour la Grande-Bretagne, aux États-Unis, au Canada, en Australie ou en Nouvelle-Zélande. Entre 1815 et 1920, plus d'un million d'Écossais s'installent dans l'empire britannique, avec des visées mercantiles et militaires.
Pour les descendants des Irlandais, la fête de la Saint-Patrick, le 17 mars, est l'occasion de manifestations publiques et privées, dont la plus célèbre est le grand défilé des New-Yorkais, mais elle est aussi célébrée dans les grandes villes des États-Unis et de l'Australie.
Une colonisation par des Gallois a eu lieu en Argentine dans la province du Chubut.
Au sein du mouvement revivaliste celtique du début du XXIe siècle, une attention est accordée à ces communautés locales et, significativement, le thème principal du Festival Interceltique de Lorient en 2011 était "les diasporas celtiques".

## Histoire

### Avant leXXesiècle

#### Les prémices du panceltisme
Au début du XVe siècle, la Réforme est un élément majeur de séparation entre les Bretons et les autres locuteurs celtiques insulaires par-delà la Manche qui, depuis la Préhistoire, n'est pas un véritable obstacle aux échanges de tous ordres.
Le schisme anglican a renforcé les antagonismes permanents entre les deux États que la mer sépare et l'alliance antiprotestante de la France avec les Stuart exilés par la Révolution anglaise n'avait pas de motifs culturels, non plus que l'Auld Alliance antérieure entre la France et l'Écosse (ainsi que la Norvège).
L'Irlande et l'Écosse subissent la domination anglaise, destructrice des langues celtes locales, et les Gallois doivent attendre le milieu du  XIXe siècle pour voir une renaissance de leur langue après la disparition des princes locaux qui avaient leurs poètes officiels, appelés bardes. La création du Gorsedd des bardes de l'Île de Bretagne en 1792 et le renouveau des fêtes littéraires, appelées Eisteddfodau avaient ponctué ce « revivalisme » culturel.
Au tournant du  XVIIIe siècle, deux érudits, un Breton et un Gallois, mirent en évidence le fait que trois langues celtes, le breton, le cornique et le gallois avaient une origine commune s'expliquant par l'héritage des Bretons et des Gaulois antiques.
Paul-Yves Pezron (1636-1706), moine cistercien natif d'Hennebont, fait paraître, à Paris, en 1703, L'Antiquité de la nation et de la langue des Celtes, autrement appelés Gaulois, tandis que le Gallois, Edward Lhuyd, conservateur du musée-bibliothèque d'Oxford, souhaitant comparer le breton et le gallois, commence une enquête linguistique en Bretagne, mais il n'y reste que trois semaines, car il est pris pour un espion et, avec les livres acquis, il en tire profit pour son Archæologia Britannica (1707), ayant réellement fait le tour des pays celtiques, sauf l'Île de Man.
Dès 1706, un certain David Jones fait traduire et éditer à Londres le livre de Pezron qui apporte plus par ses comparaisons philologiques que par ses hypothèses historiques généralement incertaines.
Un Anglais, James Parson (1705-1770), élevé en Irlande et ayant fait des études de médecine à Paris, est le premier à qualifier de langue celtique, l'irlandais (ou gaélique irlandais) et les progrès de la linguistique comparative qui amènera à définir le rameau celtique de la langue indo-européenne le confirmeront.
En Bretagne, Théophile Malo Corret de la Tour d'Auvergne, par ses recherches, parfois aussi aventurées, sur les parentés entre langues celtiques et François René de Chateaubriand, par l'exaltation du passé gaulois où les druides et les druidesses tiennent une place éminente, sont les premiers « à renouer avec la tradition vraiment celtique, » selon l'appréciation de François Jaffrennou en 1933.
Dès 1806, le Breton Jacques Cambry avait réuni à Paris une Académie celtique qui visait à étudier le passé celtique de la France et les linguistes bretons, Jacques Le Brigant et Jean-François Le Gonidec en étaient membres. Une correspondance avait été établie avec les membres londoniens de la société savante galloise, dénommée Cymdeithas y Cymreigiddion.
Au début du  XIXe siècle, lors de sa renaissance culturelle, l'Écosse, à peine remise de la répression antijacobite qui a fait déplacer manu militari des milliers de paysans parlant gaélique, s'ouvre à la célébration de son passé celtique et de ses coutumes particulières comme les tissus des tartans utilisés pour distinguer les clans et les familles. En 1820, à Édimbourg, célébrée alors comme l'Athènes du Nord, est créée la Société celtique royale, avec le soutien du roi George IV.

#### L'époque romantique du celtisme
C'est une initiative de jeunes gens pétris de littérature qui marque le début des idées panceltiques avec comme principaux initiateurs Théodore Hersart de La Villemarqué et Alphonse de Lamartine. Tous sont influencés par les poèmes épiques attribuées à Ossian par James Macpherson qui prétendait avoir trouvé les originaux en gaélique écossais. Les territoires brumeux qui sont associés au climat océanique des territoires celtiques paraissent le cadre idéal pour l'épanchement de sentiments romantiques comme le rêve de gloire, les sentiments mêlés ou la nostalgie.
À l'automne 1838, Théodore Hersart de la Villemarqué, un élève de l'École des Chartes ayant obtenu une mission officielle de collecte de textes gallois, s'embarque pour la petite ville galloise d'Abergavenny où doit se tenir la fête culturelle nationale du pays de Galles, l'Eisteddfod, au cours de laquelle le collège ("gorsedd" en gallois) des bardes de l'Île de Bretagne se réunit et donne des investitures à de nouveaux membres. Cette investiture est donnée à La Villemarqué et à une vingtaine de jeunes Français, parmi lesquels Louis de Jacquelot du Boisrouvray, Louis de Carné-Marcein et à Félix du Marhallac'h, futur prélat, Jules de Francheville et Antoine Mauduit.
Auguste Brizeux et Jean-François Le Gonidec ont décliné l'invitation et Alphonse de Lamartine, empêché de venir, envoie, pour qu'il soit lu, un poème où apparaît l'image de l'épée d'Arthur, qu a été brisée et dont chaque morceau serait maintenant de chaque côté de la mer.
L'idée fondamentale, dénommée néodruidisme, dans une version purement brittonique, excluant l'Écosse et l'Irlande, est que seuls les Gallois ont gardé un lien ininterrompu avec leur antique civilisation, dans laquelle les druides étaient les conseillers religieux et culturels des autorités et les bardes les détenteurs de l'inspiration divine. Cela repose sur les travaux de l'érudit gallois Iolo Morganwg qui, au XVIIIe siècle, prétendait avoir retrouvé des documents "druidiques" ayant traversé les siècles, parmi lesquels les Triades galloises.
Le collège des bardes de la Grande-Bretagne est donc perçu comme la seule autorité qui puisse valablement admettre les jeunes Bretons en son sein avant de leur permettre de créer une filiale continentale. Muni, semble-t-il, de cette autorisation, Hersart de La Villemarqué crée, en 1857, la  Breuriez Breiz (Fraternité de Bretagne) qui n'admettra qu'une vingtaine d'hommes de lettres écrivant en breton. L'activité semble avoir été réduite à l'envoi par le "Grand Pilote" de diplômes de bardes attribuant des titres pompeux en breton.
Côté pays de Galles,  François Alexis Rio — un Breton ayant reçu la Légion d'honneur pour sa contribution à l'histoire de la Chouannerie et qui a été envoyé en mission diplomatique en 1833 — et un couple de nobles gallois, Lord et Lady de Llanover (Benjamin et Augusta Hall) sont les plus actifs dans l'établissement de relations avec la Bretagne et hébergent les voyageurs érudits, d'autant que, par ailleurs, le couple Hall finance abondamment la promotion de la langue et de la littérature galloises.
Les premiers échanges panceltiques modernes remontent à 1838, lorsqu’une délégation bretonne est reçue en Pays de Galles.
La Villemarqué reçoit le titre de "Bardd Nizon" (Barde de Nizon, la commune de son enfance) et se déclare ému d'avoir été "reçu selon les anciens rites des Ve et VIe siècles, qui se sont transmis jusqu'à nous". Ses hôtes organisent ensuite un voyage à Glastonbury et à Stonehenge, perçus comme des lieux éminents des Celtes anciens. À Merthyr Tydfil, il collabore avec Lady Charlotte Guest, qui est connue comme traductrice de textes classiques gallois. Il se fait aider par des bardes rencontrés au fil des visites et emporte d'Oxford, en février 1839, afin de le publier en français, une transcription du Livre rouge de Hergest.
En 1853, le philologue allemand, Johann Kaspar Zeuss, publie la Grammatica Celtica, instrument d'études encore utilisé et qui, établissant une comparaison scientifique entre les langues celtiques, fournit un socle pour le lancement des études celtiques dans toute l'Europe.
En 1854, l'éminent professeur français,  Ernest Renan, qui pratique le breton, publie un Essai sur la poésie des races celtiques (deuxième édition en 1859).
En 1864, la Revue de Bretagne et de Vendée publie un « Appel aux représentants actuels de la race celtique » rédigé par un écrivain parisien, spécialiste du breton et du gallois, Charles de Gaulle, un oncle du général et qui est le premier manifeste du panceltisme, dans un esprit très conservateur et très chrétien. L'article est repris et augmenté, sous la forme d'un livre, intitulé Les Celtes au XIXe siècle ... et paraît en 1865 à Paris et à Nantes. On y trouve une idée qui résume le nationalisme à base linguistique  : « La langue du conquérant dans le bouche du conquis est toujours la langue de l'esclavage ».

#### 1867-1898
En 1867, un congrès celtique, le premier du genre, est organisé à Saint-Brieuc dans un but avant tout d'échanges littéraires et culturels avec pour but avoué de créer un Eisteddfod à la bretonne. L'un des initiateurs du congrès, avec La Villemarqué et Henri Martin, est Charles de Gaulle qui s'est chargé des contacts avec les Gallois. C'est la Société d'émulation des Côtes-du-Nord qui invite officiellement et une poignée de Gallois y répond, entre autres le harpiste aveugle du couple aristocrate de Llanover envoyé pour les représenter.
Cette réunion n'a pas de suites pratiques pour les relations interceltiques, car la querelle du Barzaz Breiz a créé des inimitiés et le rendez-vous projeté à Brest pour 1868 est annulé. François Luzel et René-François Le Menn mènent ensuite une campagne privée discrète contre la nouvelle idée qu'est le "bardisme" et vont jusqu'à organiser une parodie des cérémonies bardiques galloises à proximité même du château de La Villemarqué. 
Cependant, l'établissement de la paix avec le Royaume-Uni favorise alors des visées croisées de missions dépêchées outre-Manche pour amener les « frères celtes » à la « vraie » foi. Des missionnaires bretons vont prêcher en gallois au pays de Galles et des pasteurs gallois établissent des missions en Basse-Bretagne et apprennent le breton. Il en résulte des dictionnaires ou des grammaires, français-gallois ou breton-anglais, et des traductions de la Bible en breton financées par des associations protestantes britanniques. Les transports et le commerce transmanche s'accroissent à mesure que les bateaux se perfectionnent avec l'arrivée de la vapeur et du fer. Un intense commerce s'établit entre le pays de Galles et les ports bretons (charbon gallois contre produits agricoles, dont le bois), tandis que la connaissance de l'anglais se répand dans les classes supérieures françaises, alors que de nombreux Gallois, Écossais et Irlandais s'intéressent au breton.
Après que Paris a vu, en 1873, l'apparition de la Revue celtique, d'Henri Gaidoz, les idées panceltiques atteignent l'Écosse, grâce à la parution du Celtic Magazine (1875-1888), dont le relais est pris en 1893 par The Celtic Monthly, tous deux étant édités à Inverness.
Une première Ligue celtique fut créée en 1886 en Grande-Bretagne, mais elle ne fonctionna pas très longtemps, pas plus qu'une Société panceltique fondée à Dublin en 1888.
Vers 1890, arrive en Bretagne l'air national gallois, repris et traduit sous forme d'un cantique par un pasteur gallois installé à Quimper. Avec des paroles plus nationalistes, il deviendra, dans l'adaptation de François Jaffrennou en 1898, le "Bro gozh va zadoù" ("Vieux pays de mes pères"), l'hymne revendiqué comme hymne national breton. 
En 1895, il ne manque que 26 voix pour que le Parlement de Londres adopte une proposition de loi pour l'auto-détermination des pays celtiques de Grande-Bretagne. Elle a été présentée par Sir Henry Dalziel avec le soutien du Gallois Lloyd George, futur premier ministre.

### De 1899 à 1945

#### Premières tentatives
Des associations se consacrent à des échanges bilatéraux : Bretagne-Écosse, Bretagne-Irlande, Bretagne-Pays de Galles, Bretagne-Galice.

#### L'Association celtique de Lord Castletown

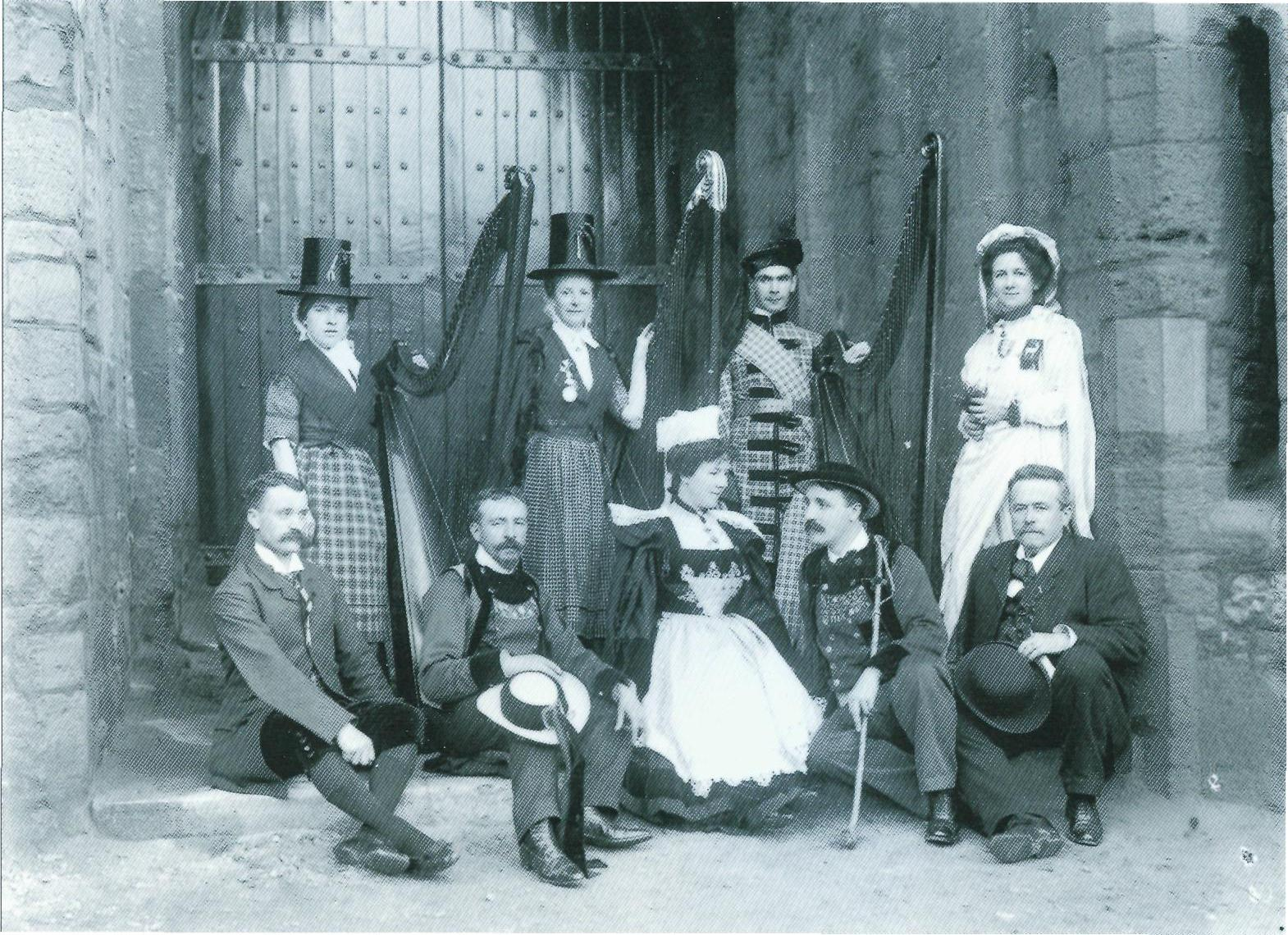
En compagnie de Gallois, Émile Hamonic et le barde breton Théodore Botrel (assis) encadrent Madame Léna Botrel, lors du congrès celtique de Caernarfon en 1904

Un congrès celtique international se tient à Dublin en 1899 et l'Union régionaliste bretonne (URB), qui a été fondée l'année précédente, décide d'y déléguer le jeune président de la Fédération des étudiants bretons, François Jaffrennou, afin de porter au niveau international sa protestation contre la première circulaire du président du conseil et ministre des Cultes, Émile Combes, qui vise à limiter l'usage du breton par le clergé catholique. Ce congrès avait été organisé par la première organisation panceltique, l'Association celtique (Celtic Association), établie à Dalkey, près de Dublin, par un jeune professeur d'université dublinois, Edmund Edward Fournier d'Albe (barde Negesydd) qui avait été le délégué irlandais au congrès constitutif de l'URB. Sa revue mensuelle en français, anglais et langues celtiques est appelée Celtia.
L'Association celtique et son journal sont financés par Bernard Fizpatrick, Lord Castletown of Upper Ossory, dont le représentant dans l'association est le comte  papal George Noble Plunkett, père de  Joseph qui sera exécuté pour son rôle dans l'insurrection de Pâques 1916 à Dublin.
Avant le premier congrès tenu à Dublin en août 1901, est tenu à  Cardiff un Eisteddfod, auquel participent, le 17 juillet, 24 personnalités bretonnes, dont Anatole Le Braz, président de l'Union régionaliste bretonne, Charles Le Goffic, vice-président, François Vallée, Jean Le Fustec, Régis de l'Estourbeillon, député du Morbihan, Olivier Le Gonidec de Traissan, député d'Ille-et-Vilaine, Louis-Albert Bourgault-Ducoudray, compositeur de musique, Léon Durocher, poète et parolier, Lionel Radiguet, journaliste, Yves Riou, député-maire de Guingamp, Oscar Havard, journaliste, et François Jaffrennou. Tous sont investis comme bardes "sur le dolmen" par le Gorsedd des bardes de l'Île de Bretagne.
Grâce à l'activisme d'Edmund Fournier d'Albe, qui, à un haut niveau scientifique joignait des capacités linguistiques multiples, des congrès panceltiques purent être tenus en 1904 (Caernarfon-Carnavon), 1906 (Saint-Brieuc) et 1907 (Édimbourg).

#### Les manifestations panceltiques en Bretagne
Le congrès de Saint-Brieuc en 1906 avait été organisé principalement par la Gorsedd de Bretagne, en fait par Octave-Louis Aubert et Émile Hamonic, mais la municipalité avait accepté de le financer entièrement. Cette formule, plusieurs fois répétée par Jaffrennou et ses amis, copiait celle de l'Eisteddfod du pays de Galles.
En 1908, un Congrès celtique international en forme de "festival celtique" est organisé à Brest, ainsi que la réunion de la Gorsedd de Bretagne avec le concours de la ville et de la Dépêche de Brest. La municipalité de Brest prit en charge la venue en paquebot de 142 Britanniques, dont l'Archidruide de la Gorsedd de Galles, Cadfan, et le député de Carmarthen, Llewellyn Williams.
Dans les mêmes conditions, le  Gorsedd de Bretagne tient son assemblée annuelle à Nantes en 1910 et les festivités parallèles, ainsi que l'hébergement de 60 délégués gallois sont pris en charge par la municipalité et le comité de la foire-exposition.
Ces deux derniers congrès, comme d'autres plus tard, étaient des initiatives de la Gorsedd de Bretagne, qui ne s'inscrivaient pas dans l'organisation des congrès celtiques "officiels" et avaient parfois lieu la même année, ce qui faisait accuser Berthou et Jaffrennou de manquer d'esprit de collaboration interceltique.

### L'Union celtique de Bruxelles
Une deuxième association celtique, appelée Celtic Union, est fondée en 1910  à Bruxelles par des Irlandais, dont le meneur s'appelle John de Courcy Mac Donnell. Elle publie un organe, The Pan celtic Quaterly (Le Trimestriel panceltique), mais disparaît en 1914, après n'avoir organisé que deux congrès à Bruxelles-Malines en 1911 et à Liège en 1912.
Lors du congrès celtique international de 1911, le roi des Belges, Albert Ier, lit une adresse du Grand Druide de Bretagne, Yves Berthou, qui propose de tenir le congrès de 1912 à Alésia comme symbole de la récupération par l'Europe continentale de son passé gaulois, donc celtique.
L'Eisteddfod tenue à Swansea-Abertawe en août 1907 est l'occasion pour la Gorsedd galloise d'accueillir 21 personnalités bretonnes, parmi lesquelles Régis de l'Estourbeillon, François Jaffrennou, François Vallée, Henry de la Guichardière, Loeiz Herrieu, Paul Diverrès et Francis Éven.
En 1908, déçu par le peu de résultats obtenus, Fournier d'Albe renonce à faire fonctionner l'Association celtique pour se consacrer à une brillante carrière de physicien et de chimiste.
La première Association celtique semble n'avoir pas résisté à la conjoncture internationale, car le mouvement panceltique entrait en concurrence avec celui de l'insurrection irlandaise en gestation et spécialement avec la  Ligue gaélique, alors dirigée par Douglas Hyde, futur président de l'Eire. Les Irlandais, en lutte avec la monarchie britannique, ne souhaitaient pas favoriser une fraternité celtique avec l'autre rive du Canal Saint-Georges.

#### L'Union celtique et les congrès celtiques internationaux
La troisième organisation celtique réussit à maintenir l'organisation régulière de congrès, les "congrès celtiques", tenus tour à tour dans chacun des pays celtiques du Nord de l'Europe. Cette Celtic Association ou Celtic Union était, au début,  dirigée et financée par un parlementaire et industriel gallois, Edward Thomas John, en s'appuyant sur l'Union des sociétés galloises, et avait pour secrétaire générale Agnes Ó Farelly, professeur d'université à Dublin.
Elle était secondée, pour le côté breton par le conseiller général du Finistère, Pierre Mocaër qui parlait et écrivait le breton, le gallois et l'anglais.
Des années 1920 aux années 1940, le panceltisme devient un argument idéologique.
En 1925, au Congrès de Dublin est posée la question d'une langue commune, car les délégués britanniques voudraient éviter de passer par l'anglais, dont les Bretons font aussi usage. Roparz Hemon propose alors d'utiliser l'esperanto, mais il est peu suivi, et même fermement combattu par Louis-Napoléon Le Roux.
John n'aimait pas le terme pan-celtic et préférait l'adjectif simple. Cependant, la mort de John, en 1929, porta un coup sévère à l'Union celtique. Celle-ci fut alors présidée par Agnes Ó Farelly, dont l'activité ne compensait pas le manque de charisme. Il manquait à l'organisation un organe de presse analogue à Celtia, comme le regrette Jaffrennou en 1932.
En 1933, une demande d'adhésion parvint de la Galice, région d'Espagne, dont la langue régionale, le galicien, est proche du portugais, mais que la tradition dit avoir été peuplée par des Bretons venus de Grande-Bretagne au VIe siècle. Un grand écrivain galicien, Alfonso Castelao, voyage en Bretagne et la relation de son voyage contribue à lui donner une image « celtique » attrayante pour les Galiciens. La Galice n'est cependant pas admise dans l'organisation dénommée Congrès celtique ("The Celtic Congress").
De cette Union celtique subsiste le comité international du Congrès celtique qui est un organisme de droit anglais, et qui continue d'organiser, sauf empêchement, un congrès celtique annuel tournant dans les 6 pays celtiques du Nord. Bien que mis sur pied en 1920, il fait remonter symboliquement sa création à l'Association celtique et à l'admission en 1902 de la Cornouailles. Il se veut strictement apolitique, tout en demandant aux gouvernements respectifs des pays celtiques d'accroître la place accordée à l'enseignement des langues celtiques et aux cultures issues des pays celtiques.

#### Relations entre panceltisme et nationalisme
Les formations nationalistes bretonnes des années 1930 montreront un immense intérêt pour l'Irlande, dans laquelle ils verront un modèle en termes de méthode de libération par rapport à l'État central. Les attentats à l'explosif et la constitution d'armées secrètes attireront des jeunes en mal d'action concrète.
En 1929,  Saunders Lewis, président du Parti national gallois écrit au Parti autonomiste breton que pour lui, "le mot celte n'a pas beaucoup de sens". Malgré leurs grands discours sur la race celte, les chefs nationalistes bretons ne cherchent pas à créer de véritables relations autres que des contacts politiques intermittents, avec les autres pays celtiques, sauf pour acheter quelques armes en Irlande.
Le panceltisme est probablement intrinsèquement régionaliste et, au contraire des autres «  pan + nom de peuple », le nationalisme l'a fait refluer.

#### Congrès celtique
Le Congrès celtique (Celtic Congress) a repris ses activités après la guerre de 1939-1945 en maintenant sa structure internationale : le comité international est composé de 4 administrateurs internationaux (1 président, 1 vice-président, 1 secrétaire et un trésorier) et de 2 administrateurs pour chacun des 6 pays celtiques qui ont leur propre comité national. Les congrès celtiques annuels tournants sont organisés et financés par le comité national qui les accueille.

#### La deuxième Ligue celtique
En 1932, une Ligue celtique est créée à Baltimore, aux États-Unis, car son secrétaire général, Gerard Mac Caffrey, y réside. Le président est cependant Ruraidh Stuart Erskine of Marr, alors président du parti nationaliste écossais. Le secrétaire général adresse une proclamation au monde qui, selon Jaffrennou, énonce que la race celte, après avoir été conquise par les autres races, doit se connaître, se regrouper et, à l'exception de l'Irlande, déjà libre, obtenir sa liberté.
En 1939, il ajoute que les congrès panceltiques sont trop consacrés à des communications de type universitaire, ce qui ne peut intéresser la jeunesse.
Après la Seconde Guerre mondiale, qui avait mis un frein aux relations entre nations celtiques, le terme interceltisme s'impose. On parle alors de renouveau celtique et de relations interceltiques qui se concrétisent par le biais de jumelages de collectivités territoriales et par des manifestations culturelles comme le Festival interceltique de Lorient, les Celtic Connections à Glasgow, le Festival panceltique d'Irlande, le Festival des médias celtiques, le festival de musique Euroceltes, le festival d'art Celtic Vision en Irlande et le championnat d'Europe des luttes celtiques. deux organismes panceltiques (ou interceltiques) se partagent la scène : le Congrès celtique et la Ligue celtique.

### La coopération interceltique après 1945
Le panceltisme s’essouffle à l’issue de la Seconde Guerre mondiale.
Après la Seconde Guerre mondiale, le pancelticisme tend à être plus culturellement orienté. Il devient une réalité après la création en 1971 du Festival Interceltique de Lorient.
La construction européenne et les mouvements en faveur de la décentralisation dans les pays européens conduit à l’émergence d’un panceltisme institutionnel.
Gallois et Irlandais sont informés du fait qu'un certain nombre de militants du Parti national breton, interdit pour collaboration avec l'ennemi, ont été arrêtés, souvent jugés et parfois lourdement condamnés, dont cinq à la peine capitale pour des actions armées. Des exécutions sommaires, des interdictions professionnelles et des brimades (pillages, par exemple) ont concerné quelques dizaines de personnes.
Une sorte de commission d'enquête internationale est envoyée depuis le  Pays de Galles en 1946 et elle produit un rapport qui pointe, sans amplification, des anomalies. De toute façon, les peines prononcées sont de plus en plus légères et des acquittements et des grâces interviennent au fil du temps.
L'Irlande, qui n'a pas d'accord d'extradition avec la France, se distingue par l'hospitalité assez large qu'elle offre à plusieurs Bretons qui ont voulu s'éloigner ou qui ont été interdits de séjour et de métier.  Roparz Hemon finit par obtenir un poste universitaire à Dublin, Alan Heusaff fait carrière dans la météorologie publique et Yann Goulet devient une sorte de sculpteur officiel.
Les échanges entre la Bretagne et, respectivement, l'Irlande et le pays de Galles, reprennent et s'intensifient sur une base principalement culturelle. La première est appréciée pour la richesse de sa musique et les qualités de ses chanteurs et danseurs, tandis que l'ancienne Cambrie offre sa langue cousine et son esprit social. La Cornouailles britannique est aussi incluse dans le jeu, car la plus proche, les noms de lieux et les paysages étant aussi des éléments communs avec la Bretagne. L'Écosse, plus lointaine, est moins présente dans les jumelages, mais la popularisation de sa cornemuse est un facteur d'attraction pour la musique bretonne en plein essor.

#### La troisième Ligue celtique
Depuis 1961 existe une organisation interceltique, la Ligue celtique (The Celtic League) qui souhaite intervenir directement dans le champ politique pour promouvoir les langues et les cultures des 6 pays celtiques et obtenir une autonomie régionale pour ceux qui dépendent du Royaume-Uni et de la France.
L'objectif est d'obtenir leur "libération politique, économique, culturelle et sociale" en favorisant la coopération des luttes nationales et en faisant connaître leur combat à l'extérieur. Le but implicite était d'établir des liens entre les organisations nationalistes respectives.
Elle a été longtemps présidée par Gwynfor Evans, qui présidait aussi le Plaid Cymru (parti national gallois) et qui l'a créée au pays de Galles avec Yann Fouéré et Alan Heusaff. Son organe, rédigé dans toutes les langues celtiques actuelles, est le trimestriel Carn.
Elle connait un grand succès au départ en réunissant 150 délégués à Dublin en 1966, qui représentaient 5 000 adhérents.
Une première crise survint, en 1969, quand le président, Gwynfor Evans, toujours président du Plaid Cymru, fit un discours dans lequel, il semblait repousser l'idée d'une coopération politique avec les partis nationalistes de chaque pays celtique, renvoyant le conflit irlandais à un conflit religieux et les faiblesses des organisations politiques bretonnes à leurs propres erreurs.
Le président dut démissionner et la Ligue dut amender ses statuts. La branche galloise cessa alors de fonctionner pendant plusieurs années.
Le principal résultat de la crise a été que les liens avec les partis nationaux ont été distendus et les buts ainsi reformulés :
"Le but fondamental de la Ligue celtique est de soutenir, par des moyens non-violents, la lutte des nations celtiques, Bretagne, Cornouailles, Écosse, Île de Man, Irlande, pays de Galles, pour obtenir ou consolider la liberté culturelle, sociale et économique dont elles ont besoin pour leur survie et leur développement comme des communautés distinctes. Cela implique de :
1. travailler pour la restauration de chaque langue celtique, qui sont une caractéristique essentielle de chaque pays celtique, pour être des moyens ordinaires de communication
2. développer la conscience de la relation spéciale existant entre les peuples celtiques
3. favoriser la coopération et la solidarité entre eux
4. faire mieux connaître au niveau international les luttes nationales et leurs succès
5. approfondir l'établissement de relations organisées entre les nations celtiques, avec comme but à long terme de créer des liens officiels associations entre elles
6. (faire) reconnaître que les peuples celtiques ne seront libres que dans une société qui leur permettra de participer activement aux affaires nationales et à l'exploitation des ressources nationales pour le bénéfice de tous.

Le poste de président a été supprimé en 1972 et il n'y a plus qu'un Secrétaire général, actuellement Rhisiart Tal-e-Bot (Cornouailles).
Comme le Congrès celtique, elle a des sections dans chaque pays celtique sous forme d'associations locales, ainsi que des sections à  Londres et aux États-Unis.
Nombre de collectivités territoriales officialisent des jumelages des deux côtés de la Manche et de la Mer d'Iroise, ce qui nécessite des voyages transfrontaliers qui sont de plus en plus faciles, soit par ferrys transbordeurs, soit par avion. Après 1975, la création des lignes Brittany Ferries (reliant Roscoff à Plymouth, puis Rosslare et Cork en Irlande) permet des voyages en groupes beaucoup plus aisés avec un transbordement de véhicules.
La Ligue celtique, une fois réformée dans un sens moins militant et moins nationaliste, a pu participer de manière efficace aux festivals interceltiques (festival panceltique d'Irlande, d'abord à Killarney, puis tournant, et festival interceltique de Lorient) créés respectivement en 1971 et 1972 et toujours existants.
Depuis 2006, la ville de  Strasbourg et quelques communes d'Alsace-Moselle accueillent le festival de musique bisannuel Euroceltes, tourné principalement vers la musique des ensembles de cornemuses (bagads et pipe-bands) venus de toute l'Europe et s'affichant comme un émule du festival de Lorient.
En 1971, une organisation, de type ONG à but humanitaire, a été créée en Bretagne, principalement en relation avec la guerre civile dans le Nord de l'Irlande, le Secours populaire interceltique (SPI). Elle a surtout servi à procurer des possibilités de vacances en Bretagne pour des enfants nord-irlandais.
La Galice, dont une partie des intellectuels valorise le passé celtique, est incluse dans le mouvement, en partie grâce à son grand écrivain,  Álvaro Cunqueiro, qui transpose les légendes arthuriennes dans son pays (Merlin e familia, 1955) et place un de ses romans en Bretagne (Crónicas do sochantre, 1956). Le fait que la gaïta galega, une cornemuse locale, soit comparable au biniou et à la cornemuse écossaise, a favorisé les échanges culturels et le succès international de Carlos Núñez. La création par la Brittany Ferries d'une ligne Roscoff-Plymouth-Santander sert, là-aussi, d'aiguillon pour des échanges avec les autres pays celtiques. Elle a entraîné une implication dans l'Interceltisme de la région voisine, les Asturies, qui revendiquent également un passé celtique. Significativement, le directeur du Festival Interceltique de Lorient est un Asturien, Lisardo Lombardia.
Cependant, les propositions d'admission de la Galice au  Congrès celtique (1933) et à la Ligue celtique (1986) ont été rejetées, au nom du principe que le celtisme doit être basé sur le critère d'un langue encore parlée.
Au XXIe siècle, le mouvement de décentralisation en France et son équivalent, au Royaume-Uni, qui est appelé dévolution donne un nouveau socle aux relations interceltiques quand elles s'établissent entre collectivités publiques, bien qu'il ne s'agisse pas d'autonomie, ni de fédéralisme.
En 2011, le  Cynulliad Cenedlaethol Cymru (Assemblée nationale du pays de Galles) et la Région Bretagne ont établi des liens officiels et dans les réceptions, l'hymne de chaque partie, dont la musique est commune, a été chanté en chœur. De la même manière, le Conseil général du Finistère a échangé des missions avec le Comté de Cornouailles.
Dans cette dernière région, incluse dans l'Angleterre depuis le  Xe siècle, un mouvement politique se développe pour obtenir un parlement local, comme au pays de Galles (1998) et en Écosse (1999).
En mai 2010, le  Parti national écossais a emporté la majorité du Parlement écossais et, lors de son congrès d'Inverness en novembre 2011, a présenté un plan sur quatre ans pour conduire le pays vers l'indépendance.
L'Institut culturel de Bretagne inclut, depuis sa création en 1981, une Section des Relations interceltiques et internationales qui organise, seule ou en collaboration, des manifestations culturelles (conférences, expositions) traitant des pays, dit celtiques. En 2013, il est la cheville ouvrière, en collaboration avec plusieurs comités de jumelages et avec les Maisons de l'Europe de Bretagne des « Semaines galloises », soutenues par la Région Bretagne et l'Assemblée nationale galloise.

### Contestation de la notion de Celte antique en Angleterre et au pays de Galles.
Des auteurs britanniques, John Collis et, aussi, Simon James ont contesté le caractère celtique des Îles britanniques dans l'Antiquité, au motif que les habitants, une fois conquis par l'Empire romain se considéraient comme Romains. 
Toutefois il s'agit d'une vision très anglo-galloise, puisque ni l'Hibernia, ni la Calédonia n'ont pas fait partie de l'Empire romain : pendant à peine une centaine d'années, celui-ci s'est, au plus, étendu jusqu'au mur d'Antonin.
New World Celts (Celtes du Nouveau Monde), fondé en 2001 en Floride, et qui veut promouvoir les cultures des 6 pays celtiques principaux en dehors de l'Europe, a des sections dans le Sud-Est des États-Unis, au Japon et en Australie, ainsi que des représentants à Hawaï et en Nouvelle-Zélande.

## Culture

### Langues celtiques actuelles et anciennes concernées
Les langues et régions concernées sont :

#### Langues gaéliques
- Irlandais (Régions de l'Ouest, principalement)
- Gaélique écossais (Nord principalement)
- Manxois (Île de Man)

#### Langues brittoniques
Ces langues sont les héritières du breton antique parlé sur la majeure partie de la Grande-Bretagne avant le Ve siècle
- Breton (Bretagne occidentale)
- Cornique (Comté de Cornouailles à l'extrémité Sud-Ouest du Royaume-Uni)
- Gallois (Pays de Galles, à l'Ouest de l'Angleterre)

#### Langues celtiques disparues
- Celtibère, langue attestée uniquement par des inscriptions sur le plateau de Castille et en Aragon en Espagne, ainsi que des toponymes jusqu'au sud ouest de la péninsule[29],[30].
- Gaulois (inscriptions et toponymes dans la majeure partie de la France continentale, en Belgique, en Suisse et en Allemagne du sud)
- Cambrien, dialecte brittonique, proche du gallois, parlé jusqu'au XIe siècle dans le nord de l'Angleterre et le sud de l'Écosse
- Lépontique, région des lacs Italie du nord, langue distincte du gaulois cisalpin, également en Italie du nord[31]

### Musiques celtes et hymnes celtiques
Il existe des festivals à thèmes celtiques (chants, danses, reconstitutions historiques, conférences) sur tous les continents, par exemple, le Festival celtique de Montréal (Canada), le Festival celtique national d'Australie, mais, aussi, dans un pays vu comme très latin, le  Festival Celtica au Val Vény (Vallée d'Aoste).
L'Héritage des Celtes, une suite de chants et de musiques issues de Bretagne (compositions de Dan Ar Braz et traditionnels), Irlande, Écosse, pays de Galles et Galice, jouées en concert et sur disque par des artistes de ces pays, a obtenu un grand succès en France mais sa répercussion a été moindre en Europe et aux États-Unis, du fait des contraintes logistiques pour exporter une telle structure. La première version a été jouée au Festival de Cornouaille, à Quimper, en 1993. Plusieurs enregistrements de disques ont ensuite été réalisés, deux en studio et deux en live.
Lors de son édition 2014, le Festival des Vieilles Charrues soutient la création du collectif The Celtic Social Club dont le projet est d'adapter des airs traditionnels, du XVe siècle au XIXe siècle, des différents territoires celtes avec l'ambition d'ouvrir la musique celtique et de l'amener au XXIe siècle en la mélangeant aux musiques actuelles comme le rock, le reggae ou le hip-hop. Le groupe, qui sort au même moment un premier album éponyme avec le concours du label spécialisé Keltia musique, est formé autour des musiciens de Red Cardell et d'autres comme Jimme O'Neill et Ronan Le Bars ou d'invités tel que Winston McAnuff (Jamaïcain d'origine écossaise) ou IC Will (New-Yorkais d'origine irlandaise).
Beaucoup d'artistes étiquetés comme chantant ou jouant la musique de leur pays ont connu des succès particulièrement importants dans les pays celtiques et les pays à forte immigration celtique  : The Chieftains, The Pogues, Glenmor, Alan Stivell, Dafydd Iwan, Brenda Wootton...
Le cantique Amazing Grace, écrit par un prêtre anglican au XVIIIe siècle et repris traditionnellement à la cornemuse écossaise en Écosse et en Irlande, est souvent considéré comme un air celtique transnational, mais Green Lands, un morceau instrumental de Dan Ar Braz, partie de l'Héritage des Celtes, est promu aussi par certains Bretons comme un autre hymne celte de référence, bien qu'il soit pratiquement inconnu en Écosse ou en Irlande.
Les Bretons, Cornouaillais et Gallois ont un air de musique identique pour leurs hymnes nationaux respectifs (Bro gozh ma zadoù, Bro Goth agan Tasow et Hen Wlad fy Nhadau), ce qui leur permet de les chanter en chœur, lors de certaines manifestations.

### Figures populaires
Selon Catherine Daniel, Merlin représente « incarne le panceltisme aux yeux des peuples britonnique et gaélique, tout particulièrement auprès des Gallois. ».

Drapeau interceltique, souvent arboré dans les manifestations interceltiques.

## Drapeau, symboles et fleur celtiques

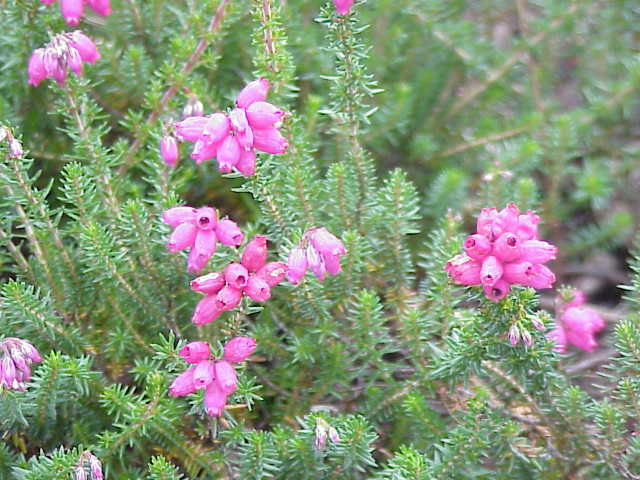
Fleurs de bruyère cendrée (Erica cinerea)

Il existe, depuis une trentaine d'années, un drapeau interceltique composé d'une juxtaposition des drapeaux des 6 pays généralement acceptés comme celtiques, en y ajoutant la Galice , mais pas les Asturies. 
Le triskell, qui est placé en son centre est aussi un symbole celtique, dans la mesure où il est un élément graphique des anciens Celtes, resté employé par la suite dans plusieurs pays celtiques contemporains, comme le montre le drapeau de l'Île de Man.

Drapeau panceltique créé par Robert Berthelier dans les années 1950.

Des drapeaux et des logos composés de triskells entrecroisés et inspirés des entrelacs celtiques anciens sont utilisés par le Congrès celtique international, la Ligue celtique, le Festival des médias celtiques et le festival de littérature Scrif-Celt.
Lors du congrès panceltique international de 1904 à Caernarfon, il fut décidé que la fleur de bruyère serait l'emblème du panceltisme. 
On trouve cette symbolique dans le nom du mouvement catholique qui met en avant la Bretagne et le breton, le Bleun-Brug (i. e. Fleur de bruyère), choisi lors de sa création en 1905.

## Liste des congrès panceltiques[38]
- 1899 : Vannes - Réception officielle de cinq Gallois éminents
- 1899 : Cardiff  - Réception officielle par la Gorsedd de Galles de 18 personnalités bretonnes et de délégués écossais et gallois
- 1901 : Dublin  - 1er congrès "panceltique" organisé par une association spécifique, l'Association celtique
- 1904 : Caernarfon (pays de Galles). La Cornouailles y est admise, car, en 1902, Robert Morton Nance a présenté les preuves de la renaissance du cornique. Théodore Botrel et Émile Hamonic y sont présents.
- 1906 : Saint-Brieuc
- 1907 : Édimbourg (Écosse) - Congrès de l'Association celtique
- 1907 : Swansea (pays de Galles) - 17 Bretons reçus par le Gorsedd de Galles
- 1908 : Brest -Festival financé par la municipalité avec 142 invités britanniques officiels
- 1910 : Nantes
- 1910 : Namur (Belgique). Congrès panceltique
- 1911 : Bruxelles et Malines (Belgique)
- 1912 : Liège (Belgique)
- 1917 : Birkenhead (semaine de l'Eisteddvod). Premier congrès celtique organisé par l'Union celtique sous l'impulsion d'un parlementaire gallois, E. T. John. En plus des délégués de chaque pays celtique, la Société celtique de Paris est représentée.
- 1918 : Neath (pays de Galles)
- 1919 : Corwen (pays de Galles)
- 1920 : Édimbourg. Premiers statuts du Congrès celtique international. Le président John demande qu'il soit tenu des "Celtes de la Dispersion" et dit que l'esprit de domination est la négation de "l'évangile du celtisme".
- 1921 : Île de Man
- 1924 : Quimper. Forte présence des nationalistes bretons.
- 1925 : Dublin. Présence de Douglas Hyde et de François Jaffrennou.
- 1927 : Bangor (pays de Galles) - Congrès celtique officiel
- 1927 : Riec-sur-Bélon (Finistère) - 150 invités britanniques - Financement par le Consortium breton - Non reconnu par le Comité du Congrès celtique.
- 1929 : Glasgow - Congrès officiel
- 1930 : Londres. Congrès officiel organisé par la Section du pays de Galles dans les locaux de l'Université de Londres
- 1931 : Douglas (Île de Man)
- 1932 : Truro (Cornouailles)
- 1933 : Dinard - Congrès officiel - 3 journées d'échanges entre 6 délégués bretons et 1 à 2 délégués pour les 5 pays celtiques d'Outre-Manche
- 1934 : Dublin
- 1935 : Cardiff
- 1937 : Édimbourg
- 1938 : Douglas (Île de Man)
- 1939 : Nantes - Congrès non officiel - Le Congrès officiel qui devait se tenir en septembre en Cornouailles est annulé à cause de la guerre
- 1947 : Dublin
- 1948 : pays de Galles
- 1949 : Bangor (pays de Galles). Rénovation des statuts du Congrès celtique.
- 1950 : Truro (Cornouailles)
- 1951 : Quimper - Congrès panceltique en parallèle avec les Fêtes de Cornouaille. Nombreux invités des 5 pays celtiques ultramarins sont accueillis. Non approuvé par le comité du Congrès celtique.
- 1952 : Ramsey (Île de Man)
- 1953 : Glasgow
- 1954 : Dublin
- 1955 : Brest
- 1956 : Truro (Cornouailles)
- 1957 : Llangefni (pays de Galles)
- 1958 : Douglas (Île de Man)
- 1959 : Édimbourg
- 1960 : Aberystwyth (pays de Galles)
- 1961 : Galway (Irlande)
- 1962 : Tréguier (Bretagne)
- 1963 : Carbis Bay (Cornouailles)
- 1964 : Douglas (Île de Man)
- 1965 : Glasgow
- 1966 : Dublin
- 1967 : Cardiff
- 1969 : Gulval-Penzance (Cornouailles). Congrès officiel
- 1969 : Quimper - Les Fêtes de Cornouailles sont officiellement sous-titrées « Festival interceltique » avec comme slogan est « 7 pays, une âme, 7 jours, 7 peuples », car les Galiciens y sont invités. Congrès non officiel.
- 1970 : Douglas (Île de Man)
- 1971 : Stirling (Écosse)
- 1972 : Bangor (pays de Galles)
- 1973 : Blessington (Irlande)
- 1974 : Nantes
- 1975 : Saint-Austell (Cornouailles)
- 1976 : Peel (Île de Man)
- 1977 : Stirling (Écosse)
- 1978 : Carmarthen ( (pays de Galles)
- 1979 : Douglas  (Île de Man)
- 1980 : Drumcondra (Irlande)
- 1981 : Lannion (Bretagne)
- 1982 : Penzance (Cornouailles)
- 1983 : Aberystwyth (pays de Galles)
- 1984 : Le congrès qui devait se tenir à Rennes est annulé pour "politisation"
- 1985 : Cork (Irlande)
- 1986 : Île de Man
- 1987 : Inverness (Écosse)
- 1988 : Newquay (Cornouailles)
- 1989 : Lesneven (Bretagne)
- 1990 : Swansea (pays de Galles)
- 1991 : Dublin
- 1992 : Douglas (Île de Man)
- 1993 : Inverness (Écosse)
- 1994 : Falmouth (Cornouailles)
- 1995 : Lorient - Thème : les Droits de l'Homme dans les pays celtiques
- 1996 : Bangor (pays de Galles)
- 1997 : Dublin
- 1998 : Port Erin (Île de Man)
- 1999 : Glasgow
- 2000 : Bude - Thème : La résurgence des Celtes dans le millénaire qui vient
- 2001 : Rennes - Thème : Les peuples sans mémoire n'ont pas d'avenir
- 2002 : Carmarthen ( (pays de Galles)
- 2003 : Dublin
- 2004 : Port Erin (Île de Man)
- 2005 : Oban (Écosse)
- 2006 : Carhaix-Plouguer (Bretagne)
- 2007 : Tremough-Penryn (Cornouailles)
- 2008 : Aberystwyth (pays de Galles)
- 2009 : Sligo (Irlande)
- 2010 : Douglas (Île de Man)
- 2011 : Fort William (Écosse)
- 2012 : Guingamp (Bretagne)
- 2013 : Bodmin (Cornouailles)
- 2014 : Cardiff
- 2015 : Rosscarbery (Irlande)
- 2016 : Douglas (Île de Man)
- 2017 : Perth (Écosse)
- 2018 : Quimper[39]
- 2019 : Newquay[40]